# Tamim bin Hamad Al Thani

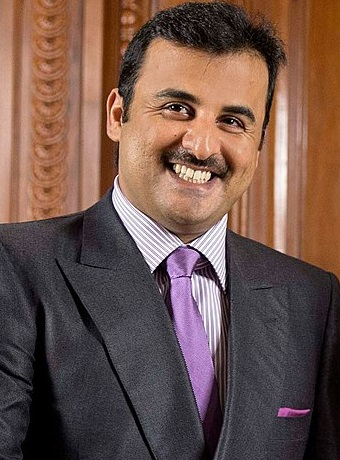
Tamim bin Hamad Al Thani

Tamim bin Hamad bin Khalifa Al Thani, arabiska: الشيخ تميم بن حمد آل ثاني, född 3 juni 1980 i Doha, är Qatars emir (regent) sedan 2013. Han är fjärde son till sin företrädare på tronen Hamad bin Khalifa, som abdikerade och överlät regentskapet till sin son den 25 juni 2013. Tamim bin Hamid blev då världens yngsta regerande monark vid 33 års ålder. Han är den fjärde medlemmen i ätten Al Thani i rad som innehar posten, men den första av dessa som inte tillskansat den genom en kupp. Före tillträdandet hade han haft flera ämbeten i regeringen och han har arbetat för att profilera Qatar inom idrottsvärlden.
Han är bror till konstsamlaren prinsessan Al Mayassa bint Hamad.

## Utbildning
Tamim bin Hama är utbildad i England på Sherborne School i Dorset och Harrow School med examen 1997. Han tog även examen från den brittiska militärhögskolan Sandhurst 1998.

## Karriär
Han utsågs till kronprins den 5 augusti 2003 när hans äldre bror Jasim bin Hamad avsade sig titeln. Tamim bin Hamad blev vice överbefälhavare 2009 och han anses ha spelat en stor roll för Qatars stöd till rebellerna som revolterade mot Muammar al-Gaddafi i Libyen år 2011.
År 2005 grundade han Qatar Sports Investments som bland annat äger fotbollsklubben Paris Saint-Germain FC och är "global partner" med FC Barcelona. Han var också drivande för att få Världsmästerskapet i fotboll 2022 till Qatar och är ledamot i Internationella olympiska kommittén och i försöken att få Olympiska spelen till Qatar 2016 och 2020.

## Övrigt
Han äger, via den qatariska staten, megayachten Al Lusail, som kostade 300 miljoner amerikanska dollar att bygga.